# Допунски предикатив
Конструкције са допунским предикативом убрајају се у именски предикат у ширем смислу. Оне се састоје од семикопулативног глагола и допунског предикатива.

## Семикопулативни глаголи
Семикопулативан глагол или неправи копулативни глагол јесте глагол непотпуне или недовољно одређене семантике, који се не може самостално употребљавати у предикатској функцији, већ захтева допуну. Та допуна је нека именска јединица, чији се садржај, помоћу семикопулативног глагола, приписује субјекатском или објекатском појму, а која има конституентску функцију допунског предикатива

### Семикопулативни и копулативни глаголи
(1a) Овај дечко је вредан.
(1б) Овај дечко је Марко.
(2а) Овај дечко се чини вредан.
(2б) Пера је овог дечка сматрао Марком.
Оно што семикопулативне глаголе (2) чини сличним копулативним (1) јесте то што се њима предикативни садржај (квалификација [2а] или идентификација [2б]) посредно приписује субјекту, те конкретизују то приписивање на временско-модалном плану и на плану потврдности / одричности.
Оно што их разликује од копулативних глагола јесте њихова семантика. Семикопулативни глагол има своје одређено значење, којим се прецизира тип приписивања и које се допуњује именичким или придевским изразом (нпр. сматрати значи „приписивати датом појму својства која му не морају припадати“). Затим, они, за разлику од копулативних, који су непрелазни (1), могу бити и прелазни, када се предикативни садржај приписује објекатском појму (2б).
У енглеском језику термин копулативни глагол (copular или copulative verb) резервисан је како за глагол бити, тако и за друге глаголе са сличном функцијом (нпр. осећати се, изгледати).

### Лексичко-семантичке групе семикопулативних глагола
Семикопулативни глаголи имају своја одређена значења, за разлику од копулативних, а она се могу класификовати на више начина.
Говорећи о предикативном инструменталу, М. Ивић наводи следеће групе глагола у којима се он јавља, а које значе:
а. довести некога / нешто у извесно ново стање (учинити, створити);
б. дати коме нов положај (поставити);
в. придавати датом појму својства која му не морају припадати (сматрати);
г. узети на себе привидан лик (претворити се, направити се);
д. дати коме извесно име (називати, звати);
ђ. стећи нова својства (постати).
Разматрајући допуне прелазним и повратним семикопулативним глаголима, А. Илић издваја лексичко-семантичке групе семикопулативних глагола, и притом их исцрпно илуструје примерима. У Табели 1 дат је њен предлог лексичко-семантичке класификације прелазних и повратних семикопулативних глагола.

Табела 1
| Глаголи ословљавања и именовања („дати име, назив; ословити каквим именом, називом“)      | звати (се), назвати (се), прозвати (се), крстити, насловити, (на)денути                       |
| Глаголи ословљавања и именовања („дати име, назив; ословити каквим именом, називом“)      | Крсте га великим свесветским песником. Књигу је насловио „Авантуре неваљале девојчице“.       |
| Креативни глаголи („довести у ново стање“)                                                | учинити, начинити, правити, направити                                                         |
| Креативни глаголи („довести у ново стање“)                                                | И тебе тако паметног начини магарцем. То га је учинило моћнијим.                              |
| Глаголи модификације субјекта                                                             | издати се, издавати се, направити се, начинити се, представити се                             |
| Глаголи модификације субјекта                                                             | Он се издавао за потомка владара Бранковића. Он се девојкама представљао као доктор медицине. |
| Глаголи модификације статуса објекта                                                      | изабрати, прогласити, поставити, крунисати, унапредити                                        |
| Глаголи модификације статуса објекта                                                      | Стефана је крунисао за цара српски патријарх Јоаникије. Није га унапредио за наредника.       |
| Глаголи мисаоних процеса („приписивати датом појму својства која му не морају припадати“) | сматрати, држати, гледати                                                                     |
| Глаголи мисаоних процеса („приписивати датом појму својства која му не морају припадати“) | У приповеци Јакшића увек гледамо као лирског песника. Људи држе само њега за јунака.          |
| Глаголи интелектуалне процене и изрицања става                                            | оценити, означити, окарактерисати, наћи                                                       |
| Глаголи интелектуалне процене и изрицања става                                            | Осамнаести век је обележен као век просвећености. Лекар је нашао болест опасном.              |
| Глаголи осећања                                                                           | осећати се                                                                                    |
| Глаголи осећања                                                                           | Нисам се више осећао надмоћан.                                                                |
| Глаголи перцепције („имати утисак“)                                                       | учинити се, чинити се, доимати се, дојмити се                                                 |
| Глаголи перцепције („имати утисак“)                                                       | Увек се прошлост чини као неки сјајни рај. Чланак ми се дојмио врло занимљивим.               |

Глаголи могу бити семикопулативни у свом примарном значењу (нпр. именовати: 1.а. звати, наз(и)вати, ословити, ословљавати називом, именом), али такође то могу бити тек у свом секундарном значењу (нпр. наћи: 12.б. оценити, проценити), док су у примарном пунозначни. Због овога је веома тешко створити потпун списак семикопулативних глагола.

## Допунски предикатив
Допунски предикатив је реченични конституент који допуњава непрелазни или прелазни семикопулативни глагол, а чији се садржај посредно, преко семикопулативног глагола, приписује субјекту, односно објекту.

### Тип предикатива
(3а) Прогласили су га царем.
(3б) Пера се Лази учинио Марко.
(4) Небо постаје румено.
Предикатив уз семикопулативне глаголе може бити именички (3) или придевски (4). Када је у питању именички предикатив, његов садржај може бити квалификациони (3а), али и идентификациони (3б). Придевским предикативом изриче се квалификација субјекта или објекта.
У литератури говори се и о прилошком допунском предикативу, када се у функцији допунског предикатива нађе прилог квалификативног типа којим се „реферише о специфичном стању носилаца денотиране активности, односно ситуације“ (5). Међутим, обично се глагол у оваквој конструкцији не сматра семикопулативним – он уместо допунског предикатива захтева прилошку допуну за начин.
(5) Цео тај предео изгледа нестварно.

### Облик предикатива

#### Падеж
Семикопулативни глагол се може допунити предикативом у облику:
(I) номинатива: Онај дечко се зове Марко.
(II) инструментала: Марко се осећао поносним.
(III) за + акузатив: Прогласили су га за цара.
(IV) као + номинатив / акузатив: Важио је као храбар и племенит. / Окарактерисали су га као храброг и племенитог.
(V) акузатива [архаично]: Сребрно седло не чини коња добра.
Који ће облик предикатива бити употребљен, зависи од неколико фактора – у првом реду од самог глагола, односно његове семантике. Тако М. Ивић констатује да се предикативни инструментал „употребљава данас највише уз глаголе који значе нетачно или бар сасвим субјективно придавање, приписивање извесног својства субјекту“. У нашој литератури уобичајена је и класификација семикопулативних глагола према облику предикатива (тзв. синтаксичке класе семикопулативних глагола [в. Табела 2]), заснована на већ поменутим лексичко-семантичким групама глагола.

Табела 2
| Синтаксичке класе семикопулативних [СК] глагола                                                              | Синтаксичке класе семикопулативних [СК] глагола |
| --- | --- |
| Лексичко-семантичке групе СК глагола                                                                         | Облик допунског предикатива [ДП] |
| Креативни глаголи                                                                                            | + ДП у инструменталу: И тебе тако паметног начини магарцем / *магарац. |
| Глаголи ословљавања и именовања Креативни повратни глаголи Глаголи осећања Глаголи перцепције                | + ДП у номинативу / инструменталу: Крсте га великим свесветским песником / велики свесветски песник. Направио се будала / будалом. Осећао се поносан / поносним. Учинио ми се необичан / необичним. |
| Глаголи модификације статуса објекта Глаголи мисаоних процеса Глаголи интелектуалне процене и изрицања става | + ДП у конструкцији за + акузатив / инструменталу: Прогласили смо га за цара / царем. Сматрамо га за цара / царем.                                                                                  |

При оваквој класификацији семикопулативних глагола изоставља се облик предикатива као + номинатив / акузатив. Овај облик је посебно карактеристичан за глаголе интелектуалне процене и изрицања става (6,7), као и за глаголе перцепције (8, 9).
(6) Оценили су га као најбољег од најбољих.
(7) Осамнаести век је обележен као век просвећености.
(8) Деловао им је као Спајдермен.
(9) Соба му је изгледала као врхунац раскоши.
На облик предикатива, поред семантике глагола, утичу и синтаксички фактори: пре свега прелазност глагола. Прелазни глаголи чешће се комбинују са предикативом у облику конструкције за + акузатив или инструментала, док се повратни глаголи чешће комбинују са предикативним номинативом. Оваква дистрибуција облика предикатива условљена је тежњом да се у реченици избегне двосмислена интерпретација субјекта. Ако се уз прелазни глагол употреби предикативни номинатив (нпр. Зову их дервишка деца), долази до формалног поклапања допунског предикатива са потенцијалним субјекатом, те је стога чешћи и економичнији облик инструментала (исп. Зову их дервишком децом).
На губљење предикативног акузатива (који се данас јавља само у књишким примерима) такође утичу синтаксички разлози: тежња ка формалном диференцирању. Наиме, када је у питању прелазни семикопулативни глагол, предикативни акузатив се формално поклапа са правим објектом, па стога бива замењен предикативним инструменталом (исп. Сребрно седло не чини коња добра / доброг и Сребрно седло не чини коња добрим) [Гортан-Премк (1971), стр. 127).

#### Конгруенција
(10) Марија ми се чини племенитом.
(11) Марија Милоша сматра племенитим.
(12) Милош је постао дружељубив.
Ако је придевска јединица у функцији допунског предикатива, она конгруира у роду и броју са субјектом, ако је у питању непрелазни глагол (10), или са објектом, ако је у питању прелазни глагол (11). Ако придевска јединица разликује вид и налази се у облику позитива, она стоји у неодређеном виду (12). Придевска јединица не конгруира у падежу са субјектом, односно објектом. У ком ће падежу бити придевска јединица у функцији допунског предикатива, зависи пре свега од семантике глагола, као и од разних синтаксичких фактора.

### Допунски предикатив и актуелни квалификатив
(13) Марко је постао плашљив.
(14) Марко је стигао уплашен.
(15) Марију смо затекли болесну.
(16) Ана се осетила поносном.
(17) Ана је корачала поносна. [Ана је корачала подигнуте главе.]
Допунски предикатив је реченични конституент који допуњава семикопулативни глагол (13), док је актуелни квалификатив обично одредбеног типа (иако може бити и допунског ) и односи се на некопулативни предикат (14).
Ако је конституентска јединица придевског типа, она у функцији допунског предикатива стоји у тачно одређеном падежу – дакле, не конгруира у падежу са именичком речју, већ само у роду и броју (16); док у функцији актуелног квалификатива конгруира са именичком речју у роду, броју и падежу (17). У оба случаја, ако разликује вид, стоји у облику неодређеног вида.
Придевске јединице у функцији ова два реченична члана наилазе на својеврсна лексичко-семантичка ограничења. Наиме, у функцији допунског предикатива углавном се налазе придеви који означавају духовне особине (добар, вредан, способан и сл.), као и физичке особине са субјективнијим значењем (висок, ружан), док су у функцији актуелног квалификатива придеви који означавају физичке особине или стања подложна објективној процени (жив, мртав, болестан и сл.), као и духовне особине које се могу испољити кроз понашање (избезумљен, задовољан) [Марковић (2011), стр. 35–36]. Тако придев поносан у примеру (16) означава унутрашње осећање, а у примеру (17) односи се на физичко испољавање тог унутрашњег осећања, тј. на понашање носиоца ситуације.